# Advanced Linux Sound Architecture
Advanced Linux Sound Architecture (známá pod zkratkou ALSA) je linuxová jaderná komponenta obsluhující zvuková zařízení, která nahradila zastaralý Open Sound System (OSS). Mezi některé přednosti ALSA projektu patří efektivní podpora pro všechny typy audio zařízení, plně modularizované jaderné ovladače, knihovna pro snadnější použití, podpora pro zastaralý Open Sound System (OSS) API.
Celý projekt řídí od jeho počátků v roce 1998 Jaroslav Kysela. Původně to byl pouze ovladač pro zvukové karty Gravis Ultrasound vyvíjený nezávisle na linuxovém jádru. Do jádra byla zahrnuta od verze 2.5, ve verzi 2.6 nahradil OSS se zpětnou kompatibilitou, který byl označen jako zastaralý.

## Vlastnosti ALSA
ALSA byla navržena pro využití některých vlastností, které v té době OSS nepodporoval.
- Hardwarově založená MIDI syntéza
- Hardwarové mixování vícenásobných kanálů
- Plně duplexní operace
- Podpora více procesorů

Pro čistou obsluhu všech těchto funkcí má ALSA mnohem komplexnější API než OSS, takže vývoj může být složitější při implementaci do aplikací. Jelikož ALSA podporuje emulaci OSS vrstvy, lze užít jednodušší a více přenositelné API.
Kromě ovladačů zvukových karet obsahuje také uživatelskou knihovnu pro vývojáře aplikací, kteří chtějí využít vlastností tohoto systému s komplexnějším API a přímou interakcí s jadernými ovladači.